# Saul fia
Saul fia (Brasil: O Filho de Saul / Portugal: O filho de Saul) é um filme húngaro de 2015, do género drama, dirigido por László Nemes e co-escrito por Nemes e Clara Royer. A história se passa no campo de concentração de Auschwitz durante a Segunda Guerra Mundial, e segue um dia e meio na vida de Saul Ausländer (interpretado por Géza Röhrig), um membro húngaro do Sonderkommando.
O filme foi premiado com o Grande Prêmio do Festival de Cannes 2015. Também ganhou o Oscar de melhor filme estrangeiro da edição de 2016 representando a Hungria.

## Sinopse
Em 1944, Saul Ausländer é um húngaro membro do Sonderkommando, o grupo de prisioneiros judeus isolados do acampamento e forçados a ajudar os nazistas na máquina de extermínio em grande escala. Saul trabalha num dos crematórios quando descobre o cadáver de um menino em cujos traços reconhece como sendo seu filho. Enquanto o Sonderkommando prepara uma revolta, Saul decide salvar o corpo da criança do fogo e oferecer-lhe um sepultamento digno.

## Elenco
| Ator/Atriz        | Papel      |
| ----------------- | ---------- |
| Géza Röhrig       | Saul       |
| Levente Molnár    | Abraham    |
| Urs Rechn         | Biedermann |
| Sándor Zsótér     | Doctor     |
| Todd Charmont     | Braun      |
| Uwe Lauer         | Voss       |
| Christian Harting | Busch      |
| Kamil Dobrowolski | Mietek     |

## Recepção da crítica
Aclamado pela crítica, no site Rotten Tomatoes, o filme tem aprovação de 96% dos críticos baseado em 160 críticas e de 84% do público. No IMDB o filme tem uma nota de 7,9.